# Štedim, Nikšić
Štedim este un sat din comuna Nikšić, Muntenegru. Conform datelor de la recensământul din 2003, localitatea are 171 de locuitori (la recensământul din 1991 erau 199 de locuitori).

## Demografie
În satul Štedim locuiesc 115 persoane adulte, iar vârsta medie a populației este de 31,9 de ani (30,9 la bărbați și 32,8 la femei). În localitate sunt 41 de gospodării, iar numărul mediu de membri în gospodărie este de 4,17.
|  |

| Demografie | Demografie | Demografie |
| An         | Locuitori  | Locuitori  |
| ---------- | ---------- | ---------- |
|            |            |            |
|            |            |            |
|            |            |            |
|            |            |            |
| 1948       | 249        |            |
| 1953       | 277        |            |
| 1961       | 304        |            |
| 1971       | 295        |            |
| 1981       | 287        |            |
| 1991       | 199        | 199        |
| 2003       | 174        | 171        |

| \| Componența etnică conform recensământului din 2003[2] \| Componența etnică conform recensământului din 2003[2] \| Componența etnică conform recensământului din 2003[2] \| Componența etnică conform recensământului din 2003[2] \| Componența etnică conform recensământului din 2003[2] \| \| ----------------------------------------------------- \| ----------------------------------------------------- \| ----------------------------------------------------- \| ----------------------------------------------------- \| ----------------------------------------------------- \| \| \| \| \| \| \| \| Muntenegreni \| Muntenegreni \| \| 137 \| 80,11% \| \| Sârbi \| Sârbi \| \| 32 \| 18,71% \| \| necunoscută \| necunoscută \| \| 0 \| 0% \| |              |  |     |        |
| Componența etnică conform recensământului din 2003 |              |  |     |        |
| |              |  |     |        |
| Muntenegreni | Muntenegreni |  | 137 | 80,11% |
| Sârbi | Sârbi        |  | 32  | 18,71% |
| necunoscută | necunoscută  |  | 0   | 0%     |